# كوينتن هيوز
كوينتن هيوز (17 أكتوبر 1974 في المملكة المتحدة - ) (بالإنجليزية: Quentin Hughes)‏ هو لاعب كريكت بريطاني. لعب مع نادي مقاطعة دورهام للكريكت ‏ وCumbria County Cricket Club ‏ وDurham Cricket Board ‏ ونادي جامعة كامبريدج للكريكيت ‏.